# Olbiogaster alvarengai
Olbiogaster alvarengai är en tvåvingeart som beskrevs av Tozoni 1993. Olbiogaster alvarengai ingår i släktet Olbiogaster och familjen fönstermyggor. Inga underarter finns listade i Catalogue of Life.